# Dvorje (gmina Cerklje na Gorenjskem)
Dvorje – wieś w Słowenii, w gminie Cerklje na Gorenjskem. W 2018 roku liczyła 461 mieszkańców.